# Кацев, Самоэль Ильич
Самоэ́ль Ильи́ч Ка́цев (26 сентября 1945 — 21 апреля 2003) — советский и российский фотограф кино, штатный художник-фотограф киностудии «Ленфильм». Единственный фотограф, упомянутый в киноэнциклопедии «Сеанса».

## Биография
Родился в семье военного строителя, инженер-капитана Ильи Самойловича Кацева (1910—?), уроженца Полоцка, и Анны Барановой, выпускницы экономического техникума. Через четыре года отца перевели в Ленинград. Когда Элику было около пятнадцати лет, ему и его брату Владимиру (родился в 1948 году) купили фотоаппараты «Смена». Занятия фотографией приводят Элика в 1961 году в Ленинградское техническое училище № 20, где через два года получены квалификация «фотограф» и аттестат за 10-й класс в Школе рабочей молодежи.
С апреля 1963 года Кацев работал и стажировался в фотоателье напротив метро «Автово» у мастера А. М. Бама, приятеля родителей. В октябре 1964 года Самоэль Кацев был призван в армию, служил в особой стрелковой роте сопровождения воинских грузов. Через полтора года у него обнаружили неполное сгибание левой руки и комиссовали.
Кацев работал фотографом в научно-исследовательском институте, но ушёл оттуда из-за бесперспективности. После этого, 7 сентября 1967 года он с большим трудом устроился на «Ленфильм», где начал карьеру такелажником. Через год перевёлся в цех съёмочной техники и трудился дольщиком, а затем — ассистентом кинооператора. При этом Кацев постоянно фотографировал, в результате чего корифеи ленфильмовской операторской школы Дмитрий Долинин и Юрий Векслер обратили на него внимание.
В 1977 году Векслер взял Самоэля фотографом на фильм «Женитьба» Виталия Мельникова. Кацев перешёл в штат фотоцеха «Ленфильма», где служил в должности художника-фотографа пятнадцать лет.
Его приглашали в свою киногруппу такие режиссёры, как Надежда Кошеверова, Динара Асанова, Виктор Титов, Евгений Татарский, Виталий Мельников, Игорь Масленников, Александр Сокуров, Юрий Мамин и другие.
Кацев запечатлел в ролях и в жизни многих актёров советского кино — Леонида Оболенского, Николая Симонова, Иннокентия Смоктуновского, Владимира Высоцкого, Олега Янковского, Рину Зелёную, Зиновия Гердта, Юозаса Будрайтиса, Алексея Петренко, Олега Борисова, Евгения Леонова, Баадура Цуладзе, Олега Даля, Ролана Быкова, Александра Демьяненко, Виталия Соломина, Наталью Гундареву, Василия Ливанова, Светлану Крючкову, Нину Русланову и десятки иных.
Для фильмов, в которых Кацев работал, он снимал фотопробы, игровые и рекламные фотографии. Кроме работы в рамках должностных обязанностей, Кацев снимал корифеев «Ленфильма» и других студий. Это сценаристы, писатели и поэты Даниил Гранин, Михаил Дудин, Андрей Вознесенский, Александр Володин, Булат Окуджава, Юрий Клепиков, режиссёры Иосиф Хейфиц, Кира Муратова, Владимир Венгеров, Илья Авербах, Савва Кулиш, Соломон Шустер, Рустам Хамдамов, операторы Юрий Векслер, Валерий Федосов, Дмитрий Долинин, художники Игорь Вускович, Наталья Васильева, Исаак Каплан и Белла Маневич, Ольга Калягина и сотни других представителей отечественного кинематографа. В 1990-е годы он снимает Жанну Моро и Марину Влади.
Самоэль много лет сотрудничал с известным фотографом Леонидом Богдановым, в мастерской которого с середины 1970-х годов проявляет цветные слайды.
Как фотограф, Кацев сотрудничал с журналами «Искусство кино», «Советский фильм», «Советский экран», «Сеанс», «Киносценарии». В 1990 году фотоцех «Ленфильма» был преобразован в кооператив, чему Кацев активно противостоял, но безрезультатно. Через некоторое время фотослужба на студии была ликвидирована.
В 1996 году Кацев окончательно ушёл из кино. Несколько лет он работал в обычной лаборатории по проявке и печати «Кодак-экспресс», затем уволился по состоянию здоровья.
Умер 21 апреля 2003 года в Санкт-Петербурге. Похоронен на Ковалёвском кладбище.
Архив Самоэля Кацева (авторские отпечатки, негативы, слайды) передан его женой Тамарой Сеферян в дар Государственному музейно-выставочному центру «Росфото» в Санкт-Петербурге. Однако, по разным причинам, многие работы были утрачены ещё при жизни фотографа.

## Личная жизнь
В 1968 году Самоэль женился, а в 1971 году у них с Еленой родилась дочь Ирина. Но из-за постоянных киноэкспедиций семью сохранить не удалось и супруги расстались.
В 1982 году на съёмках фильма Динары Асановой «Пацаны» в Приозерске Кацев познакомился с художником по костюмам Тамарой Сеферян, и они начали жить вместе. В 1985 году родился сын Манас, спустя два года — Яков.

## Известные выставки
При жизни
- 1972 — Ленинградский Дом кино.
- 1978 — Ленинградский Дом кино (вместе с Юрием Труниловым).
- 1985 — Всесоюзная выставка в Москве в честь 40-летия Победы.

После смерти
- 2018 — Государственный музейно-выставочный центр «Росфото» (Санкт-Петербург) «Самоэль Кацев. Настоящий „Ленфильм“»[16].
- 2018 — «Самоэль Кацев. Настоящий „Ленфильм“». Выставка в рамках кинофестиваля «Окно в Европу». Библиотека Алвара Аалто, Выборг[17].
- 2018 — «Самоэль Кацев. Настоящий „Ленфильм“». Выставка в рамках Недели российского кино в Лондоне[18][19].

## Фильмография

### Ассистент оператора
- 1972 «Гроссмейстер» Сергея Микаэляна
- 1974—1975 «Премия» Сергея Микаэляна
- 1976 «День Победы» (в прокате «Вдовы») Сергея Микаэляна
- 1976 «Сюрприз» (возможно, короткометражка «Сюрприз табачного короля» Юрия Чечельницкого)
- 1976 «Поющий город» (в прокате — «Город. Осень. Ритм») Вадима Гаузнера[3]

### Фотограф
(Знаком  помечены фильмы, в которых он был штатным художником-фотографом.)
- 1967 «Интервенция» Геннадия Полоки
- 1968 «Живой труп» Владимира Венгерова
- 1969 «Это именно я» Леонида Макарычева
- 1970 «Африканыч» Михаила Ершова
- 1970 «Гойя, или тяжкий путь познания» Конрада Вольфа
- 1970 «Салют, Мария!» Иосифа Хейфица
- 1970 «Счастье Анны» Юрия Рогова
- 1971 «Вдохновение» Валдура Химбека
- 1971 «Маленькие трагедии» Леонида Пчелкина
- 1972 «Круг» Герберта Раппапорта
- 1973 «А вы любили когда-нибудь?» Игоря Усова
- 1974—1977 «Блокада» Михаила Ершова
- 1975 «Полковник в отставке» Игоря Шешукова
- 1976 «У тебя есть я» Сергея Потепалова
- 1977 «Женитьба» Виталия Мельникова
- 1978 «Комедия ошибок» Вадима Гаузнера
- 1978 «Ярославна, королева Франции» Игоря Масленникова
- 1979 «Соловей» Надежды Кошеверовой
- 1979 «Отпуск в сентябре» Виталия Мельникова
- 1980 «Я — актриса» Виктора Соколова
- 1980 «Ты должен жить» Владимира Чумака
- 1981 «Под одним небом» Искандера Хамраева
- 1981 «Куда исчез Фоменко?» Вадима Гаузнера
- 1981 «Людмила» Сергея Данилина (первый вариант)
- 1982 «Пиковая дама» Игоря Масленникова
- 1982 «Анюта» Александра Белинского
- 1982 «Таможня» Александра Муратова
- 1982 «Приключения Шерлока Холмса и доктора Ватсона: Сокровища Агры» Игоря Масленникова
- 1982 «На берегах пленительных Невы…» Ильи Авербаха
- 1983 «Пацаны» Динары Асановой
- 1983 «Уникум» Виталия Мельникова
- 1984 «Перикола» Александра Белинского
- 1984 «Фуэте» Наталии Трощенко (неосуществлённый)
- 1984 «Зимняя вишня» Игоря Масленникова
- 1985—1988 «Жизнь Клима Самгина» Виктора Титова
- 1986 «Джек Восьмеркин — „американец“» Евгения Татарского
- 1986 «Сентиментальное путешествие на картошку» Дмитрия Долинина
- 1987 «Чаплиниана» Александра Белинского
- 1988 «Фонтан» Юрия Мамина
- 1989 «Анна Карамазофф» Рустама Хамдамова
- 1989 «Ад, или Досье на самого себя» Геннадия Беглова
- 1989 «Спаси и сохрани» Александра Сокурова
- 1989 «Постскриптум» Петра Солдатенкова
- 1990 «Зимняя вишня-2» Игоря Масленникова
- 1991 «Циники» Дмитрия Месхиева
- 1991 «Австрийское поле» Андрея Черных
- 1992 «Лестница света» («Миша») Джерарда Майкла Маккарти
- 1993 «Сотворение Адама» Юрия Павлова
- 1993 «Джонатан — друг медведей» Энцо Дж. Кастеллари
- 1993 «Провинциальный бенефис» Александра Белинского
- 1993 «Ты у меня одна» Дмитрия Астрахана
- 1993 «Ангелы в раю» Евгения Лунгина
- 1994 «Секрет виноделия» Андрея Черных
- 1994 «Трое. Любовная история XX века» Юлия Карасика (в прокате — «Дни ненастья»)

## Отзывы
Элик, дорогой! Вы «пролили» свет на это совсем не ясное и во многом ещё не постигнутое… Спасибо. Всего Вам доброго.— Иннокентий Смоктуновский, 

Среди фотомастеров Элик был лучшим. Что такое фотограф в киногруппе? Это ещё одна пара очень нужных и очень внимательных глаз, с помощью которых создаётся образ будущей картины. Он — правая рука и режиссёра, и оператора, потому что он „свой“ как профессионал. Но он и первый, кто смотрит кино со стороны зрителя. И его взгляд — подсказка, каким будет конечный результат. /…/ Когда убеждаешься, что твои герои на отпечатанных фото такие, какими хочешь их видеть, значит, все идёт нормально. И будет кино! Спасибо Элику за его взгляд…— Виталий Мельников, 

Фильмы многие постареют, забудутся, а фотографии Кацева, конечно, останутся. По ним мы будем судить, что представлял собой советский кинематограф ленинградского разлива, что ли, ленинградского посола. /…/ По его работам видно профессионала, мастера высокого уровня. /…/ Из огромного ленфильмовского коллектива — более трёх тысяч человек — я уже многих не помню, а его помню. Многие, даже известные режиссёры, сокрушавшие советский экран своим дарованием, — мелькнули, ушли. А вот он помнится. Значит, хороший человек был. Хороший.— Александр Сокуров, 

Ощущение утраченного рая я испытал, когда побывал на прекрасной выставке, которая организована в РОСФОТО. Выставка вернула ощущение студии как живого организма. Где были прекрасные люди, которых мы не ценили. Не ценили. Я студентам рассказывал какие-то анекдоты про них. А эта выставка впервые показала, какие это благородные лица, красивые изнутри благородные люди. И страшно, что этого нет. /…/ Кино — искусство визуальное. Конечно, Кацеву надо было самому кино снимать. Человек, который понимает лица… Если глаза пустые — то фильма нет. И вот Кацев умёл поймать живой взгляд…— Олег Ковалов, 